# Alfons Van Coillie
Alfons Maria Jozef Van Coillie (Roeselare, 10 december 1884 – Brugge, 16 augustus 1949) was een Belgisch ingenieur-architect, schepen van de stad Roeselare, senator en medeoprichter van de Bank van Roeselare. 

## Levensloop
Alfons Van Coillie was de zoon van de Roeselaarse suikerbakker Bruno Van Coillie (1822-1887) en Maria Ludovica Slosse (1842-1912). Hij volgde les aan het Klein Seminarie. Hij werd al op jonge leeftijd lid van het plaatselijke literaire gezelschap De Vriendschap, waarvan hij in 1914 voorzitter werd. 
Na zijn middelbare studies aan het Klein Seminarie Roeselare ging Alfons Van Coillie studeren aan de Katholieke Universiteit in Leuven bij onder meer de professoren Joris Helleputte en Arthur Vierendeel en behaalde er in 1907 het diploma van burgerlijk ingenieur-architect. Hij liep stage in Tongeren bij Jean Joseph Christiaens en leerde daar Maria kennen, met wie hij in 1911 huwde. Zij werden de ouders van 13 kinderen. Tijdens de Eerste Wereldoorlog verbleef het gezin in Nederland, waar hij zich ten dienste stelde van het onderwijs, meer bepaald voor de kinderen van Belgische vluchtelingen. In Ede in Gelderland werd hij bestuurder van een school.

## Architect en middenstandman
Sedert 1910 was Van Coillie als architect actief in Roeselare. Na de Eerste Wereldoorlog was hij actief in de wederopbouw als architect-ingenieur maar ook als oprichter en beheerder van enkele sociale bouw- en leenmaatschappijen zoals Het Roeselaars Werkmanshuis, De Meiboom, De Mandel en Eigen Erf. Met deze maatschappijen realiseerde hij de bouw in Roeselare van meer dan 1.000 (volks)woningen. Ook de verfraaiing van de gevels op de Grote Markt was gedeeltelijk zijn werk. Zijn stijl leunde sterk aan bij het toen in gang zijnde Vlaamse regionalisme. Als architect was hij ook betrokken bij de wederopbouw van de kerken van Assebroek, Oostrozebeke en Roeselare.
Hij werd actief binnen de katholieke middenstandsbewegingen en was:
- voorzitter van het Kristen Provinciaal Verbond der Burgerswerken van West-Vlaanderen (1926-1949);
- stichter en voorzitter van de Compensatiekas der Christen Patroons (1933-1949);
- voorzitter van de Christelijke Landsbond van de Belgische Middenstand (1933-1941);
- lid van de algemene vergadering en van het hoofdbestuur van de Katholieke Unie van België als afgevaardigde van de middenstandsorganisatie;
- voorzitter van de Vlaamse Federatie van de Christen Middenstand;
- bestuurder van de Nationale Kas voor Gezinsvergoedingen;
- bestuurder van de Nationale Onderlinge Kas voor Kindertoeslagen;
- lid van de Hoge Raad voor Stedebouw.

Op het lokale vlak was hij als het ware alomtegenwoordig. Zo was hij:
- voorzitter van de plaatselijke, arrondissementele en provinciale burgers- en middenstandsbond;
- voorzitter van de Bond der Kroostrijke Gezinnen;
- stichter en voorzitter van het West-Vlaams Beroepskrediet;
- stichter en voorzitter van de Kredietmaatschappij voor Ambachtswerktuigen, Roeselare;
- ondervoorzitter van de Kamer van Ambachten en Neringen;
- voorzitter van het Leerlingensecretariaat;
- voorzitter van de Bouwmeesterskring van West-Vlaanderen;
- bestuurder van de Tekenacademie van Roeselare;
- bestuurder van de Vrije Beroepsschool van Roeselare;
- stichter en bestuurder van de gewestelijke maatschappij voor Kleine Landeigendom;
- voorzitter van de letterlievende vereniging De Vriendschap;
- secretaris van de kerkfabriek van de Sint-Amandsparochie;
- bestuurslid van de koninklijke harmonie in Roeselare;
- lid van het Sint-Vincentiusgenootschap.

Na zijn terugkeer in België na de Eerste Wereldoorlog, werd hij, samen met E.H. Arthur Dumortier, de oprichter van de Middenstandsbank die later uitgroeide tot de Bank van Roeselare nog later de Bank van Roeselare en West-Vlaanderen. Hij bleef voorzitter van de bank tot aan zijn overlijden.

## Politicus
Na de Eerste Wereldoorlog werd hij in 1921 in de gemeenteraad van Roeselare verkozen en werd meteen ook schepen, wat hij bleef tot in 1946. 
In 1925 werd hij verkozen tot provinciaal senator voor West-Vlaanderen en vervulde dit mandaat tot in 1936. Van januari 1940 en tot in 1946 was hij opnieuw provinciaal senator.
Van Coillie behoorde tot de christendemocratische en Vlaamsgezinde vleugel van de partij. Zo was hij in 1935 een van de ondertekenaars van de 'open brief' van het Vlaams Economisch Verbond aan de koning waarin duidelijke Vlaamse eisen gesteld werden. Ook was hij van 1936 tot 1940 lid van het directorium van de Katholieke Vlaamse Volkspartij.
In mei 1940 volgde hij als eerste schepen wettelijk de uit Roeselare vertrokken burgemeester Jan Mahieu-Liebaert op. De bezetter benoemde echter Robert De Man tot 'gemeentesecretaris-burgemeester' en na enkele tijd werd de VNV'er  Hendrik Demoen tot oorlogsburgemeester benoemd. Tijdens de Tweede Wereldoorlog was hij de enige Roeselaarse schepen die niet door de bezetter uit zijn ambt werd gezet en de hele oorlog op post bleef. Na de bevrijding werd hij uit zijn ambt ontzet. Hij werd echter niet veroordeeld en na zijn dood in eer hersteld.